# Comuna Levski, Plevna
Levski (în bulgară Левски) este o comună în regiunea Plevna, Bulgaria, formată din orașul Levski și satele Asenovți, Asparuhovo, Bojurluk, Bălgarene, Gradiște, Izgrev, Kozar Belene, Malcika, Obnova, Stejerovo, Trănciovița și Varana. 

## Demografie
Componența etnică a comunei Levski
     Turci (6,01%)
     Romi (3,42%)
     Bulgari (74,9%)
     Nicio identificare (15,31%)
     Altele (0,34%)
La recensământul din 2011, populația comunei Levski era de 19.938 locuitori. Din punct de vedere etnic, majoritatea locuitorilor (74,9%) erau bulgari, existând și minorități de turci (6,01%) și romi (3,42%). Pentru 15,31% din locuitori nu este cunoscută apartenența etnică.